# Anna Leat
Anna Jessica Leat (* 26. Juni 2001 in Arrowtown) ist eine neuseeländische Fußballtorhüterin.

## Karriere

### Klub
Nachdem sie in ihrer Jugend bereits bei den ersten Mannschaften der Glenfield Rovers (bis 2017) und der East Coast Bays mitspielte. Für die Bays kam sie sogar für das NRFL Division 1-Team im Chatham Cup zum Einsatz und wurde damit die erste Frau, die bei diesem Wettbewerb gespielt hat. Von Februar 2019 bis zum Sommer 2021 spielte sie in den USA zudem für die College-Mannschaft der Georgetown Hoyas.
Am 7. August 2021 verkündete dann der englische Klub West Ham United ihre Verpflichtung. Nach der Saison 2021/22, in welcher sie zu vier Einsätzen kam, wurde ihr Vertrag bei West Ham nicht mehr verlängert. Für die Saison 2022/23 nahm dann Aston Villa sie am 13. Juli 2022 unter Vertrag. Dort stand sie nun zumindest bei sieben Ligaspielen auf dem Platz und erreichte mit ihrem Team das Halbfinale des Pokals.

### Nationalmannschaft
Mit der neuseeländischen U-17 nahm sie an der Weltmeisterschaft 2016 und 2018 teil. Bei letzterer erreichte sie am Ende mit ihrem Team hier den dritten Platz. Ein paar Monate davor nahm sie auch noch mit der neuseeländischen U20 bei deren Weltmeisterschaft teil.
Ihr Debüt für die A-Nationalmannschaft hatte sie am 28. November 2017 bei einem 5:0-Sieg über Thailand. In den nächsten Jahren folgten dann auch noch ein paar weitere Einsätze bei Freundschaftsspielen und Einladungsturnieren. Beim Olympiaturnier der Spiele 2020 stand sie dann noch bei der 1:6-Niederlage gegen die USA im Kasten.
Am 30. Juni wurde sie für den Kader der Mannschaft bei der Weltmeisterschaft 2023 nominiert, kam jedoch nicht zum Einsatz und schied mit ihrer Mannschaft nach der Vorrunde aus.